# Hidenobu Yonekura
Hidenobu Yonekura (米倉 英信, Yonekura Hidenobu), né le 1er mai 1997 à Hiroshima, est un gymnaste artistique japonais.

## Carrière
Hidenobu Yonekura est médaillé d'argent à la barre fixe aux Championnats du monde de gymnastique artistique 2021.